# Gaylussacia cinerea
Gaylussacia cinerea là một loài thực vật có hoa trong họ Thạch nam. Loài này được Taub. mô tả khoa học đầu tiên năm 1893.